# Matikonis Peak
Der Matikonis Peak ist ein kleiner, isolierter und felsiger Berggipfel im westantarktischen Marie-Byrd-Land. Er ragt aus der Schneedecke im Zentrum der Coulter Heights auf.
Der United States Geological Survey kartierte ihn anhand eigener Vermessungen und mithilfe von Luftaufnahmen der United States Navy zwischen 1959 und 1965. Das Advisory Committee on Antarctic Names benannte ihn 1966 nach William P. Matikonis (1939–1998), Offizier der Schiffssicherung auf dem Eisbrecher USS Glacier von 1961 bis 1962.